# 詹姆斯·J·柯林斯
詹姆斯·J·柯林斯（英語：James J. Collins，1965年6月26日—）是一位美国生物工程学工程师，麻省理工学院教授，主攻合成生物学。